# Pauline Acquart
Pour les articles homonymes, voir Acquart.
Pauline Acquart, née le 17 décembre 1992, est une actrice française.

## Biographie
Pauline Acquart a débuté au cinéma en 2007 dans Naissance des pieuvres de Céline Sciamma, où elle tient l'un des trois rôles principaux, après avoir été découverte par hasard en 2006 au jardin du Luxembourg à Paris par la directrice de casting Cristelle Barras.

## Filmographie

### Cinéma

#### Longs métrages
- 2007 : Naissance des pieuvres de Céline Sciamma – Marie
- 2011 : La Lisière de Géraldine Bajard – Hélène
- 2011 : Jeanne captive de Philippe Ramos – la fille du charpentier
- 2012 : Les Lendemains de Bénédicte Pagnot – Nanou
- 2015 : Los feliz d'Edgar Honetschläger – Lydia
- 2016 : Parenthèse de Bernard Tanguy – Pauline
- 2016 : Jamais contente d'Émilie Deleuze – Jessica
- 2018 : Volontaire d'Hélène Fillières – Une jeune recrue boudeuse
- 2018 : Les Grands Squelettes de Philippe Ramos

#### Courts métrages
- 2007 : Au septième jour de Samuel Doux – Sandrine
- 2008 : Le Chant des sirènes de Nicolas Miard – Juliette
- 2011 : Sans faire de bruit de Nicolas Revoy – Laetitia
- 2011 : Coconut Grove de Frédéric Guelaff – l'actrice
- 2012 : Casting de Jonathan Borgel
- 2012 : Lettre d'un père à sa fille de Nicolas Livecchi – Lucie
- 2012 : L'Autre Sang de François Tchernia et François Vacarisas – Dorothée
- 2014 : La nuit tombe de Benjamin Papin – Johana
- 2014 : Perdu d'avance de Jules Gassot – Elle
- 2016 : La Bande à Juliette d'Aurélien Peyre – Juliette

### Télévision
- 2009 : Mourir d'aimer (téléfilm) de Josée Dayan – Alice Delorme
- 2011 : Chez Maupassant : Une partie de campagne de Jean-Daniel Verhaeghe – Henriette Dufour

### Clip
- 2008 : Private Lily de Damien Odoul pour Moriarty

## Théâtre
- 2010 : Blanche neige, mise en scène de Nicolas Liautard – Blanche-neige
- 2014 : Un cœur sauvage de Christophe Botti – Virginie